# Pedro Geromel
Pedro Tonon Geromel (São Paulo, 21 september 1985) is een Braziliaans voetballer die doorgaans als verdediger speelt. Hij verruilde 1. FC Köln in januari 2016 transfervrij voor Grêmio, dat hem in de voorgaande twee seizoenen al huurde. Geromel debuteerde in 2017 in het Braziliaans voetbalelftal.
Geromel begon in de jeugd bij Palmeiras en verruilde die in 2003 voor die van GD Chaves, waarvoor hij in het seizoen 2004/05 debuteerde in het betaald voetbal.

## Interlandcarrière
Geromel debuteerde op 26 januari 2017 in het Braziliaans voetbalelftal, in een met 1–0 gewonnen oefeninterland tegen Colombia. Bondscoach Tite nam hem een jaar later mee naar het WK 2018. Hij kwam tijdens dat toernooi zelf niet in actie.

## Erelijst
| Copa Libertadores   | 1x | 2017 |
| Recopa Sudamericana | 1x | 2018 |
| Copa do Brasil      | 1x | 2016 |

1 Grohe ·
2 Léo Moura ·
3 Geromel ·
4 Kannemann ·
5 Michel ·
6 Leonardo Gomes ·
7 Luan ·
8 Maicon ·
9 Jael ·
10 Cícero ·
11 Éverton ·
12 Bruno Cortez ·
14 Lima ·
15 Vico ·
17 Ramiro ·
18 Maicosuel ·
19 Hernane ·
20 Léo ·
21 Mádson ·
22 Bressan ·
23 Alisson ·
25 Jailson ·
26 Marcelo Oliveira ·
27 Anderson ·
28 Paulo Miranda ·
29 Arthur ·
30 Bruno Grassi ·
31 Poletto ·
36 Matheus Henrique ·
48 Paulo Victor ·
54 Dionathã ·
Coach: Renato Gaúcho
1 Alisson ·
2 Thiago Silva ·
3 Miranda ·
4 Geromel ·
5 Casemiro ·
6 Filipe Luís ·
7 Douglas Costa ·
8 Renato Augusto ·
9 Gabriel Jesus ·
10 Neymar ·
11 Coutinho ·
12 Marcelo  ·
13 Marquinhos ·
14 Danilo ·
15 Paulinho ·
16 Cássio ·
17 Fernandinho ·
18 Fred ·
19 Willian ·
20 Firmino ·
21 Taison ·
22 Fagner ·
23 Ederson ·
Coach: Tite